# Sergueï Azarov
Pour les articles homonymes, voir Azarov.
Sergueï Nikolaïevitch Azarov est un joueur d'échecs biélorusse né le 19 mai 1983 à Minsk. Grand maître international depuis 2003, il a remporté le championnat de Biélorussie en 2002 et 2003.
Au 1er mars 2014, il est le quatrième joueur biélorusse avec un classement Elo de 2 585 points.

## Carrière aux échecs
Azarov remporta le tournoi de Hastings B (Challengers) en 2001-2002. Il finit deuxième du championnat du monde d'échecs junior en 2003 à Nakhitchevan (victoire de Shakhriyar Mamedyarov) et vainqueur du tournoi open de Las Palmas la même année (2003). 
Il remporte l'open d'Istanbul en 2006, l'open de Saratov en 2007; l'open de Béthune en 2008 et l'open de Bad Wiessee en 2010. En 2014, il finit premier ex æquo de l'open de Cappelle-la-Grande.

## Compétitions par équipe
Azarov a représenté la Biélorussie lors des championnats d'Europe par équipe de 2001 (au quatrième échiquier) et 2003 (au troisième échiquier).
Il a participé à cinq olympiades avec la Biélorussie de 2000 à 2008, jouant au premier échiquier en 2008.